# Карагайское сельское поселение (Челябинская область)
Карага́йское се́льское поселе́ние — муниципальное образование в Верхнеуральском районе Челябинской области Российской Федерации. В рамках административно-территориального устройства муниципальное образование  соответствует административно-территориальной единице Карагайский сельсовет.
Административный центр — посёлок Карагайский.

## История
Статус и границы сельского поселения установлены Законом Челябинской области от 12 июля 2004 года № 247-ЗО «О статусе и границах Верхнеуральского муниципального района, городских и сельских поселений в его составе».

## Население
| 2002  | 2010  | 2011  | 2012  | 2013  | 2014  | 2015  |
| ----- | ----- | ----- | ----- | ----- | ----- | ----- |
| 3412  | ↘2627 | ↘2625 | ↘2553 | ↘2519 | ↘2493 | ↘2467 |
| 2016  | 2017  | 2018  | 2019  | 2020  | 2021  |       |
| ↘2427 | ↘2418 | ↘2375 | ↘2366 | ↘2292 | ↘2269 |       |

## Состав сельского поселения
| № | Населённый пункт | Тип населённого пункта          | Население |
| - | ---------------- | ------------------------------- | --------- |
| 1 | Александровский  | посёлок                         | ↘269      |
| 2 | Карагайский      | посёлок, административный центр | ↘1605     |
| 3 | Ложкина          | деревня                         | ↘307      |
| 4 | Урлядинский      | посёлок                         | ↘446      |